# Baldwin (imię)
Baldwin – imię męskie pochodzenia germańskiego, złożone z członów Bald- – „śmiałość, odwaga” i wini – „przyjaciel, miłośnik”. Mogło ono zatem oznaczać „miłośnika odwagi”, czy też po prostu „śmiałego, odważnego”. Baldwin był jednym z imion rodowych hrabiów z Bouillon i hrabiów flandryjskich. W Polsce spotykane po raz pierwszy na przełomie XI i XII wieku jako imię Baldwina, biskupa krakowskiego. Pojawiało się także w formach Baldewin, Beldwin, Balwin, oraz lat. Baldwinus, Baldewinus, Balduwinus, Balwinus i fr.-lat. Bauduinus. Niektóre możliwe staropolskie zdrobnienia to: Bal, Bala (masc.), Balich.
Żeński odpowiednik: Baldwina.

## Odpowiedniki w innych językach
- łacina – Balduinus
- język angielski – Baldwin
- język francuski – Baudouin
- język islandzki – Baldvin
- język niemiecki – Balduin
- język niderlandzki – Boudewijn
- język włoski – Baldovino

## Baldwinimieninyobchodzi
- 22 marca, jako wspomnienie bł. Baldwina z Boucle;
- 21 sierpnia, jako wspomnienie św. Baldwina z Rieti;
- 6 października, jako wspomnienie bł. Baldwina z Pizy.

## Znane osoby noszące imię Baldwin
- Baldwin – biskup krakowski w latach 1102–1109
- Baldwin Gall – biskup kruszwicki w latach 1111–1128
- Baldwin I Żelazne Ramię – pierwszy hrabia Flandrii w latach 864–879
- Baldwin II Łysy – drugi hrabia Flandrii w latach 879–918
- Baldwin III – koregent Flandrii w latach 958–962
- Baldwin IV Brodaty – hrabia Flandrii w latach 988–1037
- Baldwin V – hrabia Flandrii w latach 1037–1067
- Baldwin VI – hrabia Flandrii w latach 1067–1070
- Baldwin VII Hapkin – hrabia Flandrii w latach 1111–1119
- Baldwin I z Boulogne – krzyżowiec, hrabia Edessy, król Jerozolimy
- Baldwin II z Le Bourg – hrabia Edessy, król Jerozolimy
- Baldwin III Jerozolimski – król Jerozolimy
- Baldwin IV Trędowaty – król Jerozolimy
- Baldwin V – król Jerozolimy
- Baldwin I – pierwszy cesarz Cesarstwa Łacińskiego, hrabia Flandrii (jako Baldwin IX) i Hainaut (jako Baldwin VI), krzyżowiec
- Baldwin V z Hainaut – hrabia Hainaut i Flandrii
- Baldwin I Koburg – król Belgów, książę Brabancji
- Baldwin II de Courtenay – cesarz łaciński w latach 1228–1261
- Baldwin – syn Rajmunda V z Tuluzy
- Baldwin Luksemburski – arcybiskup Trewiru
- Boudewijn Bonebakker – holenderski muzyk, kompozytor i gitarzysta
- Baldvin Einarsson – islandzki pisarz
- Baldwin Spencer – premier państwa Antigua i Barbuda
- Boudewijn Zenden – holenderski piłkarz
- Friedrich Balduin von Gagern – generał holenderski
- Krzysztof Baldwin Ossoliński – starosta wiślicki, stopnicki i ropczycki, rotmistrz królewski
- Robert Baldwin Ross – brytyjski dziennikarz i krytyk